# The Trouble with Tribbles
"The Trouble With Tribbles" é o décimo quinto episódio da segunda temporada da série de ficção científica Star Trek. Ele foi exibido pela primeira vez nos Estados Unidos em 29 de dezembro de 1967 pela NBC. O episódio foi o primeiro trabalho profissional de David Gerrold, com seu roteiro passando por uma grande quantidade de rascunhos antes da versão final. Por causa de um erro no tamanho da fonte, a versão aprovada precisou ser reduzida em vinte páginas antes do início das filmagens. A atriz Nichelle Nichols comentou que "nunca havia visto um roteiro passar por tantas mudanças – e permanecer o mesmo". "The Trouble with Tribbles" foi um de vários episódios dirigidos por Joseph Pevney, um dos diretores mais prolíficos da série.
Se passando no século XXIII, a série segue as aventuras do Capitão James T. Kirk e a tripulação da nave estelar USS Enterprise. Neste episódio, a nave chega na Estação Espacial K-7 para proteger um carregamento de grãos. Um comerciante chamado Cyrano Jones dá a Tenente Uhura um pingo, iniciando eventos dramáticos. Kirk e a tripulação também devem lidar com a chegada do klingon Capitão Koloth.

## Enredo
Na data estelar 4523.3, o Capitão James T. Kirk e sua tripulação são chamados pela Estação Espacial K-7 em um pedido de socorro de prioridade um. A estação fica próxima do Planeta de Sherman, um planeta localizado em um setor do espaço disputado pela Federação e pelo Império Klingon. Sob os termos do Tratado de Paz Organiano, o Planeta de Sherman será dado àquele que demonstrar uma maior eficiência na administração.
Kirk fica furioso ao descobrir que o pedido de socorro foi enviado de forma injustificada, e que o subsecretário de agricultura do setor, Nilz Baris, simplesmente quer alguém para cuidar de um carregamento de quadrotriticale, um grão híbrido de trigo e centeio, destinado ao Planeta de Sherman. Para aborrecimento de Baris, Kirk envia apenas dois guardas para a tarefa antes de descobrir que o Comando da Frota Estelar endossa os problemas de Baris. Uma nave klingon chega na estação e pede uma licença para sua tripulação, como direito nos termos do tratado. Kirk diz ao capitão klingon, Koloth, que ele pode trazer apenas 12 membros de sua tripulação por vez, e que ele irá colocar um guarda para cada klingon na estação.
Enquanto isso, o comerciante independente Cyrano Jones traz alguns pequenos animais peludos chamados de pingos para a estação com o objetivo de vende-los; ele presenteia um para Uhura como estratégia de venda. Ela leva seu pingo para a Enterprise, onde ele e seus filhotes são tratados como bichinhos de estimação. Os animais ronronam um gorjeio relaxante que a tripulação (até Spock) acha calmante. Os klingons, entretanto, acham os pingos irritantes, e o sentimento é mútuo: um pingo emite um grito estridente de agressão, e pulam, quando estão perto de um klingon.
O problema dos pingos reside no fato deles se reproduzirem muito rápido e serem capazes de comer até solo estéril se sua alimentação não é controlada; nas palavras do Dr. McCoy, "eles nascem grávidos" e ameaçam consumir todos os suprimentos da nave. O problema é agravado quando eles descobrem que os pingos estão invadindo os sistemas essenciais da nave, interferindo com suas funções e consumindo tudo que é comestível. Kirk percebe que se os pingos estão entrando nos depósitos da Enterprise, então eles são uma ameaça direta aos grãos abordo da estação. Entretanto, ao examinar os depósitos, eles percebem que é tarde demais; os pingos já comeram os grãos. Parece que a missão terminou em um fiasco. Além disso, Koloth exige uma desculpa de Kirk já que seus tripulantes da Enterprise começaram uma briga com os klingons, embora não sem provocação, no bar.
Spock e McCoy, entretanto, descobrem que metade dos pingos no depósito estão mortos e o resto morrendo, alertando a Federação que os grãos estavam envenenados. Além disso, os pingos ainda entregam a identidade do responsável, um agente klingon cirurgicamente alterado. O sabotador é o único "humano" que os pingos não gostam: Arne Darvin, o assistente de Baris. Sob escaneamento médico de McCoy, é revelado que Darvin realmente é um klingon. Assim os pingos de redimem e permitem que a Federação tenha uma vitória diplomática sobre os klingons. Para Cyrano Jones, que trouxe os pingos para a estação, é ordenado que ele leve todos embora (uma tarefa que Spock estima demorar 17.9 anos) ou fique preso por 20 anos por transportar formas de vida perigosas para fora de seu planeta natal.
Antes dos klingons partirem, Scotty faz todos os pingos da Enterprise serem transportados para a nave klingon como retaliação por todos os problemas que os klingons causaram.

## Remasterização
"The Trouble With Tribbles" foi remasterizado em 2006 e foi ao ar em 4 de novembro de 2006 como parte da remasterização da série original. Foi precedido na semana anterior por "Catspaw", e seguido por "Mirror, Mirror". Além das remasterizações de áudio e vídeo, e das animações computadorizadas da Enterprise que são padrão em todas as revisões, mudanças específicas para o episódio incluem:
- A Estação Espacial K-7 é renderizada por computação gráfica com mais detalhes adicionados a superfície.
- Uma nave klingon que nunca foi vista na versão original foi adicionada a órbita da estação, apesar dela ter estado presente no episódio "Trials and Tribble-ations" de Star Trek: Deep Space Nine. Nenhum dos efeitos de "Trials and Tribble-ations" foram usados na remasterização do episódio, apesar da aparência mais detalhada da estação K-7 (incluindo a proeminente inscrição "K-7" no topo do domo central de controle) ter sido claramente influenciada por aquele episódio.

## "Trials and Tribble-ations"
Este episódio foi mais tarde editado e emendado no episódio "Trials and Tribble-ations" de Star Trek: Deep Space Nine. Na nova versão, a tripulação da Deep Space Nine testemunha os eventos originais via uma viagem temporal em uma tentativa para impedir Darvin de alterar a história. Desta vez, Gerrold faz uma ponta como um camisa vermelha em um corredor da Enterprise. Durante o episódio, Worf revela que os klingons consideravam os pingos como uma ameaça ecológica, e por essa razão destruíram seu planeta natal.
"Trials and Tribble-ations" foi concebido como um tributo a série original, transmitido para coincidir com o aniversário de 30 anos de Star Trek. Uma ideia anterior, concebida pelo roteirista Ronald D. Moore, era revisitar Sigma Iotia II, do episódio "A Piece of the Action", onde imitadores de Kirk e Spock seriam descobertos como um comentário social no fenômeno trekker. Entretanto, o também roteirista René Echevarria queria revisitar um episódio clássico usando as imagens originais. Isso se tornou possível pelas recentes inovações tecnológicas usadas no filme Forrest Gump.
Quando os roteiristas se sentaram para decidir que episódio usar, houve pouca discussão sobre o fato de "The Trouble With Tribbles" ser não apenas o episódio mais famoso da série original como uma excelente escolha dado seu tom leve comparado a outros episódios conhecidos como "The City on the Edge of Forever". No que Ira Steven Behr mais tarde descreveu como a mais incrível coincidência de sua vida, ele e outros produtores estavam em uma pizzaria em Beverly Hills discutindo a possibilidade de trazer algum ator da série original para o novo episódio quando ele reconheceu Charlie Brill, que havia interpretado Arne Darvin. Apesar de Behr ter ficado hesitante em discutir o assunto diretamente com Brill devido as complicações normais de uma negociação em Hollywood, o ator se sentiu honrado em ter recebido a oportunidade de fazer história duas vezes, achando que Gene Roddenberry ficaria orgulhoso. Mais tarde Behr brincou no comentário do DVD que a sequência incrível de eventos prova que Deus era um fã de Deep Space Nine.

## Recepção
Zack Handlen da The A.V. Club deu ao episódio uma nota "A", comentando que ele é "hilário" e que também possui "um dos melhores roteiros que eu já vi", notando o bom trabalho do roteirista David Gerrold nas falas dos personagens e na criação do tom bem leve. "The Trouble With Tribbles" foi eleito pela Entertainment Weekly como o sétimo melhor episódio da série, enquanto a IGN o colocou na quinta posição de seus 10 melhores episódios.